# René Martínez Tamayo
René Martínez Tamayo, «Arturo» (n. ---- de 1941 en Mayarí, Cuba; m. 8 de octubre de 1967 en Quebrada de Yuro, Bolivia) fue un guerrillero y militar cubano que luchó en la Revolución cubana y Bolivia, a las órdenes de Ernesto Che Guevara, donde murió en combate. Alcanzó el primer capitán del ejército cubano.

## Biografía
Nació en el caserío de Guaro en Santa Isabel de Nipe, Mayarí, en la actual provincia de Holguín.

### Revolución cubana
René Martínez Tamayo se integró a la guerrilla del Movimiento 26 de Julio en 1958, cuando aún era un adolescente de 17 años, siguiendo a su hermano José María Martínez Tamayo.
Al triunfo de la Revolución pasó a formar parte de la Fuerza Aérea Cubana y el Departamento de Investigaciones.

### Bolivia y muerte
Luego de la fallida experiencia del Congo, el Che Guevara organizó un foco guerrillero en Bolivia, donde instaló a partir del 3 de noviembre de 1966, en una zona montañosa cercana a la ciudad de Santa Cruz, en una área que atraviesa el río estacional Ñancahuazú, afluente del importante río Grande.
A mediados del año 1966 el Che había enviado Bolivia a dos de sus hombres de confianza, Harry Villegas («Pombo») y Carlos Coello («Tuma»), donde ya se encontraba José María Martínez Tamayo («Papi»), el hermano de René, organizando los contactos y analizando la situación. Posteriormente René se sumaría al grupo de combatientes, junto con otros hombres clave del Che Guevara, Eliseo Reyes, Juan Vitalio Acuña («Vilo»), Jesús Suárez Gayol («el Rubio»), Israel Reyes Zayas («Braulio»), René Martínez Tamayo, Orlando Pantoja Tamayo («Olo»), Alberto Fernández Montes de Oca («Pacho»), Aniceto Reinaga Gordillo («Aniceto»), Octavio de la Concepción de la Pedraja («Moro»), Dariel Alarcón («Benigno») y Tamara Bunke («Tania»). Se desempeñó como operador de la radio.
El 8 de octubre de 1967 los últimos diecisiete sobrevivientes del grupo guerrillero original fueron sorprendidos en la Quebrada de Yuro, donde se libró un intenso combate, en el que René Martínez Tamayo resultó muerto en combate. En esa ocasión el Che Guevara resultó herido para ser asesinado al día siguiente, en la cercana localidad de La Higuera (Bolivia).
Sus restos fueron exhibidos en Vallegrande y luego enterrados clandestinamente en la misma fosa común en la que encontraba Ernesto Guevara y otros cinco guerrilleros muertos en esos días. Permanecieron perdidos hasta el 28 de junio de 1997, cuando fueron hallados cerca de Vallegrande. Actualmente se encuentran en el Memorial a Ernesto Che Guevara, en Santa Clara, Cuba.